# Nigéria nos Jogos Olímpicos de Verão da Juventude de 2010
A Nigéria participou dos Jogos Olímpicos de Verão da Juventude de 2010 em Singapura. Com uma delegação composta por treze atletas em seis esportes, o país conquistou dois ouros e dois bronzes.

## Medalhistas
| Medalha | Nome                    | Esporte        | Evento             | Data         |
| ------- | ----------------------- | -------------- | ------------------ | ------------ |
| Ouro    | Josephine Omaka         | Atletismo      | 100 m feminino     | 21 de agosto |
| Ouro    | Nkiruka Florence Nwakwe | Atletismo      | 200 m feminino     | 22 de agosto |
| Bronze  | Racheal Ekoshoria       | Halterofilismo | Até 58 kg feminino | 17 de agosto |
| Bronze  | Bukola Abogunloko       | Atletismo      | 400 m feminino     | 21 de agosto |

## Atletismo
| Evento                       | Atleta                                                                                           | Qualificação | Qualificação | Final     | Final        |
| Evento                       | Atleta                                                                                           | Resultado    | Posição      | Resultado | Posição      |
| ---------------------------- | ------------------------------------------------------------------------------------------------ | ------------ | ------------ | --------- | ------------ |
| Salto em distância masculino | Abiola Olajide                                                                                   | 6,78         | 14º          | 7,03      | 3º (Final B) |
| 400 m feminino               | Bukola Abogunloko                                                                                | 53.06        | 1º (q4)      | 53.47     | [ 5 ]        |
| Revezamento feminino         | Bukola Abogunloko, Josephine Omaka e Nkiruka Florence Nwakwe (como integrantes da equipe África) |              |              | 2:06.19   | [ 6 ]        |
| 3000 m masculino             | Emmanuel Gyang Gwom                                                                              | 8:38.45      | 14º          | 8:49.68   | 4º (Final B) |
| Arremesso de peso masculino  | Ifeanyi Augustine Nwoye                                                                          | 18,02        | 12º          | 18,22     | 5º (Final B) |
| 100 m feminino               | Josephine Omaka                                                                                  | 11.82        | 4º (1º q5)   | 11.58     | [ 12 ]       |
| Arremesso de peso feminino   | Nkechi Leticia Chime                                                                             | 13,99        | 6º           | 14,16     | 7º (Final A) |
| 200 m feminino               | Nkiruka Florence Nwakwe                                                                          | 23.98        | 1º (q1)      | 23.46     | [ 16 ]       |
| 200 m masculino              | Okeudo Jonathan Nmaju                                                                            | 21.94        | 8º (1º q1)   | 21.52     | 6º (Final A) |
| Revezamento masculino        | Okeudo Jonathan Nmaju (como integrante da equipe África)                                         |              |              | 1:53.45   | 4º           |

## Badminton
| Evento           | Atleta       | Fase de grupos | Fase de grupos                      | Fase de grupos                            | Fase de grupos                          | Fase de grupos | Quartas-de-final | Semifinais  | Final       | Pos. final  |
| Evento           | Atleta       | Grupo          | 1ª rodada                           | 2ª rodada                                 | 3ª rodada                               | Pos.           | Quartas-de-final | Semifinais  | Final       | Pos. final  |
| ---------------- | ------------ | -------------- | ----------------------------------- | ----------------------------------------- | --------------------------------------- | -------------- | ---------------- | ----------- | ----------- | ----------- |
| Simples feminino | Fatima Azeez | F              | TUR Ebru Tunali D 0-2 (9-12, 19-21) | MAS Sonia Sheah Su Ya D 0-2 (7-21, 10-21) | MEX Mariana Ugalde D 0-2 (19-21, 14-21) | 4º             | Não avançou      | Não avançou | Não avançou | Não avançou |

## Boxe
| Evento                 | Atleta         | Preliminares | Semifinais                     | Disputa pelo bronze     | Pos. final |
| ---------------------- | -------------- | ------------ | ------------------------------ | ----------------------- | ---------- |
| Peso médio (até 57 kg) | Muideen Akanji | Sem oponente | COL Juan Carlos Carrillo D 0-5 | HUN Zoltán Harcsa D 1-8 | 4º         |

## Halterofilismo
| Evento             | Atleta            | Peso corporal (kg) | Arranque (kg) | Arranque (kg) | Arranque (kg) | Arranque (kg) | Arremesso (kg) | Arremesso (kg) | Arremesso (kg) | Arremesso (kg) | Total (kg) | Pos. final        |
| Evento             | Atleta            | Peso corporal (kg) | 1             | 2             | 3             | Res.          | 1              | 2              | 3              | Res.           | Total (kg) | Pos. final        |
| ------------------ | ----------------- | ------------------ | ------------- | ------------- | ------------- | ------------- | -------------- | -------------- | -------------- | -------------- | ---------- | ----------------- |
| Até 58 kg feminino | Racheal Ekoshoria | 55,13              | 80            | 80            | 85            | 85            | 105            | 110            | 110            | 105            | 190        | Medalha de bronze |

## Lutas
| Evento                   | Atleta            | Preliminares             | Preliminares       | Preliminares         | Preliminares                | Preliminares                     | Preliminares | Disputa pelo 5º lugar        | Pos. final |
| Evento                   | Atleta            | 1ª rodada                | 2ª rodada          | 3ª rodada            | 4º rodada                   | 5ª rodada                        | Pos.         | Oponente Resultado           | Pos. final |
| Evento                   | Atleta            | Oponente Resultado       | Oponente Resultado | Oponente Resultado   | Oponente Resultado          | Oponente Resultado               | Pos.         | Oponente Resultado           | Pos. final |
| ------------------------ | ----------------- | ------------------------ | ------------------ | -------------------- | --------------------------- | -------------------------------- | ------------ | ---------------------------- | ---------- |
| Livre até 60 kg feminino | Christiana Victor | GUI Aminata Souare V 3-0 | Folga              | NZL Tayla Ford V 3-0 | RUS Svetlana Lipatova D 1-3 | MGL Battsetseg Baatarzorig D 1-3 | 3º           | USA Jenna Rose Burkert D 1-3 | 6º         |

## Tênis de mesa
| Evento            | Atleta       | Preliminares | Preliminares | Preliminares | 2ª fase | 2ª fase | 2ª fase | Quartas-de-final                                          | Semifinais  | Final       | Pos. final |
| Evento            | Atleta       | Grupo        | Confrontos | Pos.         | Grupo   | Confrontos | Pos.    | Quartas-de-final                                          | Semifinais  | Final       | Pos. final |
| ----------------- | ------------ | ------------ | --- | ------------ | ------- | --- | ------- | --------------------------------------------------------- | ----------- | ----------- | ---------- |
| Simples masculino | Ojo Onaolapo | F            | NZL Kevin Wu V 3-1 (11-5, 7-11, 11-8, 11-3) KOR Hyun Dong Kim V 3-0 (11-9, 11-6, 14-12) ARG Pablo Saragovi V 3-1 (5-11, 11-7, 11-4, 11-2) | 1º           | DD      | AUT Stefan Leitgeb V 3-0 (11-7, 11-9, 11-3) SWE Hampus Soderlund D 0-3 (6-11, 7-11, 4-11) SIN Zhe Yu Clarence Chew V 3-2 (11-9, 8-11, 11-4, 6-11, 11-7) | 2º      | JPN Koki Niwa D 2-4 (11-8, 11-8, 8-11, 9-11, 9-11, 11-13) | Não avançou | Não avançou | 6º         |

| Evento         | Atleta                                          | 1ª fase | 1ª fase                                                                                                  | 1ª fase | Torneio de consolação          | Torneio de consolação | Pos. final |
| Evento         | Atleta                                          | Grupo   | Confrontos                                                                                               | Pos.    | 1ª rodada                      | 2ª rodada             | Pos. final |
| -------------- | ----------------------------------------------- | ------- | --- | ------- | ------------------------------ | --------------------- | ---------- |
| Equipes mistas | Ojo Onaolapo e ALG Islem Laid (Equipe África 1) | H       | EGY Egito D 1-2 (0-3, 2-3, 3-0) Cingapura D 1-2 (0-3, 3-1, 0-3) Intercontinental 2 D 1-2 (0-3, 3-0, 0-3) | 4º      | Pan-América 1 D 0-2 (0-3, 0-3) | Não avançou           | 25º        |